# Marcu Biancarelli
Pour les articles homonymes, voir Biancarelli.
Marc Biancarelli, né le 17 octobre 1968, est un poète, nouvelliste, dramaturge, romancier, éditeur et traducteur français d'expression corse et française.

## Œuvres bilingues ou traduites en français
- Prisonnier, [« Prighjuneri », 2001], éd. bil., trad. de Jérôme Ferrari, Ajaccio, France, Éditions Albiana, 2000, 128-119 p.  (ISBN 2-905124-66-0)

Prix du livre insulaire d'Ouessant 2001
- Saint Jean à Patmos, [« San Ghjuvanni in Patmos », 2001], éd. bil., trad. de l'auteur, Jérôme Ferrari et Didier Rey, Ajaccio, France, Éditions Albiana, 2001, 100-93 p.  (ISBN 2-905124-97-0)

Prix du livre insulaire d'Ouessant 2002
- 51 Pegasi, astre virtuel, [« 51 Pegasi, astru virtuali », 2001], éd. bil., trad. de Jérôme Ferrari, Ajaccio, France, Éditions Albiana, 2004, 209 p.  (ISBN 2-84698-100-0)
- Extrême méridien, [« Stremu miridianu », 2007], éd. bil., trad. de Jérôme Ferrari, Paul Desanti, Bernard Biancarelli et l'auteur, Ajaccio, France, Éditions Albiana, 2008, 203 p.  (ISBN 978-2-84698-266-5)
- Le Peuple du quad, éd. bil., trad. de Paul Desanti, Ajaccio, France, Éditions Albiana, 2008, 53 p.  (ISBN 978-2-84698-269-6)
- Vae Victis et autres tirs collatéraux, Calvi, France, Éditions Materia Scritta, 2010, 142 p.  (ISBN 978-2-916402-07-9)
- Cosmographie : chroniques littéraires, 2009-2010, [« Cusmugrafia : cronichi literarii, 2009-2010 »], trad. d’Olivier Jehasse, Alata, France, Colonna Édition, 2011, 275 p.  (ISBN 978-2-915922-68-4)
- Murtoriu : Ballade des innocents, [« Murtoriu o A baddata di Mansuetu », 2009], trad. de Jérôme Ferrari, Marc-Olivier Ferrari et Jean-François Rosecchi, Arles, France, Actes Sud, 2012, 270 p.  (ISBN 978-2-330-01012-6)[2],[3]
- Orphelins de Dieu, Arles, France, Actes Sud, 2014, 224 p.  (ISBN 978-2-330-03593-8)
- Massacre des Innocents, Arles, France, Actes Sud, 2018, 320 p.  (ISBN 978-2-330-09234-4)

## Implication dans le milieu de l'édition
Il fonde, anime et dirige, de 1991 à la fin des années 2000, la revue littéraire et culturelle en langue corse A Pian' d'Avretu (co), éditée par les Éditions Albiana. 
Il fonde en 2021 avec Jérôme Luciani Òmara Éditions.
Étroitement associée à la revue Litteratura, portée par la même équipe, Òmara Éditions a pour ambition de publier des ouvrages romanesques en français et en corse.
D’autres projets éditoriaux se sont ouverts dans les domaines de la poésie et de l’histoire.
En janvier 2022 sont parus les trois premiers ouvrages de la maison d’édition, deux romans et un recueil de nouvelles aux tonalités résolument modernes et inscrivant la littérature corse dans un imaginaire universel.

## Pour approfondir